# Volksmehr und Ständemehr
Volksmehr (französisch majorité du peuple, italienisch maggioranza del popolo, rätoromanisch maioritad dal pievel) und Ständemehr (französisch majorité des cantons, italienisch maggioranza dei Cantoni, rätoromanisch maioritad dals chantuns) sind Begriffe aus dem schweizerischen Bundesstaatsrecht. Zur Annahme einer Abstimmungsvorlage muss in bestimmten Fällen zusätzlich zu der Mehrheit der Stimmen (Volksmehr) auch die Mehrheit der Stände, d. h. der Kantone (Ständemehr), einer Vorlage zustimmen. Als Standesstimme gilt das Ergebnis der entsprechenden Volksabstimmung in einem Kanton. Es gibt aber keine Abstimmungen, für deren Annahme nur das Ständemehr erforderlich ist. Deswegen unterscheidet man zwischen einfachem Mehr und doppeltem Mehr.

## Geschichte
Die Wurzeln des Ständemehrs liegen in der historischen Autonomie der Kantone in der Alten Eidgenossenschaft. Einziges eidgenössisches Organ war bis zum Franzoseneinfall 1798 die Tagsatzung, in der jeder Stand ungeachtet seiner Einwohnerzahl eine Stimme hatte. Eidgenössische Belange wurden in dieser Zeit ausschliesslich durch das Ständemehr entschieden.
Nach dem Franzoseneinfall und dem Scheitern der zentralistisch organisierten Helvetischen Republik wurde mit der Mediation 1803 die Tagsatzung wieder eingeführt. Auch hier wurde nach Ständen abgestimmt; allerdings hatten die Standesstimmen der sechs bevölkerungsstärksten Kantone doppeltes Gewicht (Art. 28 der Mediationsakte).
Nach der Niederlage Napoleon Bonapartes wurde die Tagsatzung im Bundesvertrag von 1815 wiederum einziges gesamteidgenössisches Organ. Auch unter dem Bundesvertrag war allein das Ständemehr in Abstimmungen entscheidend; die Stimmen aller Stände waren erneut gleichwertig.
Bei der Schaffung des Bundesstaats 1848 wollten die Kantone nach den Erfahrungen mit der Helvetischen Republik sichergehen, dass es nicht ein weiteres Mal über ihren Kopf hinweg zu einer zentralistischen Verfassung käme, weshalb ein zweikammriges Parlament aus Volks- und Kantonsvertretung eingerichtet wurde. Auf diese Weise sollte dem Prinzip des Föderalismus Rechnung getragen werden.
Bereits in der ersten Bundesverfassung von 1848 war das Ständemehr deshalb doppelt verankert. Einerseits war für die Gesetzgebung die Zustimmung beider Parlamentskammern notwendig, das heisst, die Mehrheit der Kantonsvertreter im Ständerat musste zustimmen (Art. 77). Die Kantonsvertretung im Ständerat war jedoch insofern abgeschwächt, als die Ständeräte sich nicht wie in der Tagsatzung an Instruktionen ihrer Kantone zu halten hatten (Art. 79). Anderseits war für den Fall einer Verfassungsrevision eine Volksabstimmung vorgesehen, in der die Mehrheit der Kantone einer neuen Verfassung zustimmen muss, damit diese in Kraft treten kann (Art. 114). Mit der Totalrevision der Bundesverfassung von 1874 wurde diese Regelung in Art. 121 übernommen. 1891 wurde die Möglichkeit einer Teilrevision der Bundesverfassung auf Initiative der Stimmbürger eingeführt. Die in der Volksabstimmung vom 13. März 1977 angenommene Verfassungsänderung (Art. 89 Abs. 5) erweiterte das Ständemehr auch auf den Beitritt zu Organisationen kollektiver Sicherheit oder supranationalen Gemeinschaften. Die Totalrevision der Bundesverfassung von 1999 brachte keine inhaltliche Änderung. Art. 140 und Art. 141 BV legen nun fest, welche Vorlagen dem Volk und den Ständen oder nur dem Volk zur Abstimmung unterbreitet werden;  Art. 142 BV definiert die Begriffe des Volksmehrs und des Ständemehrs.

## Einfaches oder doppeltes Mehr?

### Volksmehr
Nach Art. 140 Abs. 2 unterstehen nachfolgende Vorlagen dem obligatorischen Referendum, bedürfen aber lediglich des Volksmehrs:

«a. die Volksinitiativen auf Totalrevision der Bundesverfassung;
b. die Volksinitiativen auf Teilrevision der Bundesverfassung in der Form der 
allgemeinen Anregung, die von der Bundesversammlung abgelehnt worden 
sind;
c. die Frage, ob eine Totalrevision der Bundesverfassung durchzuführen ist, bei Uneinigkeit der beiden Räte.»

Die meisten Vorlagen, für deren Annahme nur das Volksmehr notwendig ist, unterstehen dem fakultativen Referendum. Das sind nach Art. 141 folgende Vorlagen:

«a. Bundesgesetze;
b. dringlich erklärte Bundesgesetze, deren Geltungsdauer ein Jahr übersteigt;
c. Bundesbeschlüsse, soweit Verfassung oder Gesetz dies vorsehen;
d. völkerrechtliche Verträge, die:
1. unbefristet und unkündbar sind,
2. den Beitritt zu einer internationalen Organisation vorsehen,
3. wichtige rechtsetzende Bestimmungen enthalten oder deren Umsetzung den Erlass von Bundesgesetzen erfordert.»

### Volks- und Ständemehr
Das Ständemehr ist gemäss Art. 140 Abs. 1 Bundesverfassung (BV) für folgende Vorlagen zusätzlich zum Volksmehr nötig:

«a. die Änderungen der Bundesverfassung;
b. der Beitritt zu Organisationen für kollektive Sicherheit oder zu supranationalen Gemeinschaften;
c. die dringlich erklärten Bundesgesetze, die keine Verfassungsgrundlage haben und deren Geltungsdauer ein Jahr übersteigt; diese Bundesgesetze müssen innerhalb eines Jahres nach Annahme durch die Bundesversammlung 
zur Abstimmung unterbreitet werden.»

Bei Buchstabe a spielt es keine Rolle, ob die Änderung der Bundesverfassung auf dem Weg des obligatorischen Referendums oder der Volksinitiative zur Abstimmung gelangen; in beiden Fällen ist das doppelte Mehr erforderlich.

## Ermittlung des Volksmehrs und des Ständemehrs
Für die Erreichung des Volksmehrs ist die Mehrheit der Stimmenden erforderlich (Art. 142 Abs. 1 BV); leere und ungültige Stimmen fallen ausser Betracht (Art. 13 Bundesgesetz über die politischen Rechte). Ein bestimmtes Quorum der Stimmbeteiligung, wie es viele andere Staaten kennen, ist dem schweizerischen Bundesstaatsrecht fremd. Das Erfordernis der Mehrheit der Stimmenden hat zur Folge, dass bei Stimmengleichheit – wenngleich diese sehr unwahrscheinlich ist – die Vorlage gescheitert ist.
Die sechs ehemaligen Halbkantone Obwalden, Nidwalden, Basel-Stadt, Basel-Landschaft, Appenzell Ausserrhoden und Appenzell Innerrhoden haben aus historischen Gründen je eine halbe Standesstimme (Art. 142 Abs. 4 BV), die übrigen 20 Kantone eine ganze. Somit ergeben sich 23 Standesstimmen. Das Ständemehr bei einer Vorlage ist erreicht, wenn eine Mehrheit der Standesstimmen erreicht ist. Ein Gleichstand, also 11½ zu 11½ (11 zu 11 vor Gründung des Kantons Jura 1979), zählt als Ablehnung.
Am Anfang des modernen Bundesstaates 1848 konnte jeder Kanton selbst entscheiden, wie seine Standesstimme ermittelt wird. So galt etwa im Kanton Tessin die Regel, dass das Kantonsparlament, der «Grosse Rat», ein eigenes Votum abgab, das nicht unbedingt mit der Volksmehrheit übereinstimmen musste. Mittlerweile gilt die bundesrechtliche Regelung, dass die Standesstimme mit der Mehrheit des Volksvotums im betreffenden Kanton identisch ist: Stimmt eine Mehrheit der abstimmenden Bürger einer Vorlage zu, so gilt dies als zustimmende Standesstimme, und entsprechend umgekehrt (Art. 142 Abs. 3 BV).

## Auswirkungen in der Praxis
Da für Verfassungsänderungen eine Mehrheit von Volk und Ständen erforderlich ist, kann das Ständemehr ein zustimmendes Volksmehr aufheben. Umgekehrt kann eine Vorlage auch abgelehnt werden, wenn sie in der Mehrheit der Kantone befürwortet wird, sie jedoch kein Volksmehr erreicht.
In der Praxis stimmen Volks- und Ständemehr nur selten nicht überein. Ist dies jedoch der Fall, so bevorteilt ein Stände-Nein die kleinen, ländlichen und eher konservativ geprägten Kantone der deutschsprachigen Zentral- und Ostschweiz gegenüber den grossen städtischen Agglomerationen und gegenüber der französischsprachigen Schweiz. Im Gegensatz dazu bevorzugt ein Volks-Nein die grossen Agglomerationen und Kantone gegenüber den kleinen ländlichen Kantonen (wobei in den grossen Städten und in der französischsprachigen Schweiz oft ähnlich abgestimmt wird).
Ein demokratiepolitisches Problem kann darin gesehen werden, dass beim Ständemehr eine Stimme aus dem Kanton Appenzell Innerrhoden (31. Dezember 2021: 16'360 Einwohner, eine halbe Standesstimme) 48-mal mehr Gewicht hat als eine Stimme aus dem Kanton Zürich (31. Dezember 2021: 1'564'662 Einwohner, eine Standesstimme). Obwohl diese Tatsache immer wieder kritisiert wird, besteht weitgehend Konsens, dass am Ständemehr als einem Grundpfeiler des schweizerischen Föderalismus nicht gerüttelt werden soll. Da ausserdem jede Änderung des gegenwärtigen Zustandes bei der abschliessenden Abstimmung auf das Erreichen des Ständemehrs angewiesen wäre, ist eine Abschaffung dieser Regelung unrealistisch.

### Vorlagen, die trotz Volksmehr am Ständemehr scheiterten
- 1866: obligatorisches Referendum zu Mass und Gewicht: 50,4 % ja, aber Ständemehr 9½ : 12½[4]
- 1955: Volksinitiative «Mieter- und Konsumentenschutz»: 50,2 % ja, aber Ständemehr  7 : 15[5]
- 1970: obligatorisches Referendum zur Finanzordnung: 55,4 % ja, aber Ständemehr  9 : 13[6]
- 1973: obligatorisches Referendum zum Bildungswesen: 52,8 % ja, aber Ständemehr 10½ : 11½[7]
- 1975: obligatorisches Referendum zum Konjunkturartikel: 52,8 % ja, aber Ständemehr 11 : 11[8]
- 1983: obligatorisches Referendum zum Energieartikel: 50,9 % ja, aber Ständemehr 11 : 12[9]
- 1994: obligatorisches Referendum zum Kulturartikel: 51,0 % ja, aber Ständemehr 11 : 12[10]
- 1994: obligatorisches Referendum erleichterte Einbürgerung: 52,8 % ja, aber Ständemehr 10 : 13[11]
- 2013: obligatorisches Referendum zum Familienartikel: 54,3 % ja, aber Ständemehr 10 : 13[12]
- 2020: Volksinitiative «Für verantwortungsvolle Unternehmen – zum Schutz von Mensch und Umwelt»: 50,7 % ja, aber Ständemehr 8½ : 14½[13]

### Vorlagen, die trotz Ständemehr am Volksmehr scheiterten
- 1910: Volksinitiative «Proporzwahl des Nationalrats»: 47,5 % ja, aber Ständemehr 12 : 10[14]
- 1957: obligatorisches Referendum zum Zivilschutzartikel: 48,1 % ja, aber Ständemehr 14 : 8:[15]
- 2002: Volksinitiative «Gegen Asylrechtsmissbrauch»: 49,9 % ja, aber Ständemehr 12½ : 10½[16]
- 2016: Volksinitiative «Für Ehe und Familie – gegen die Heiratsstrafe»: 49,2 % ja, aber Ständemehr 16½ : 6½[17]